# Nesselröden (Herleshausen)
Nesselröden ist ein Ortsteil von Herleshausen im nordhessischen Werra-Meißner-Kreis.

## Geographische Lage
Nesselröden liegt an der Südabdachung des Ringgaus etwa vier Kilometer nordwestlich des Kernorts von Herleshausen. Durchflossen wird es von der Nesse, in die dort der Schindgraben, der Sülzbach und der Breitzbach münden. Durch die Ortschaft verläuft von Nordwesten nach Süden die Landesstraße 3243, auf die im Dorf die aus Richtung Norden von Markershausen kommende Kreisstraße 20 stößt; südlich von Nesselröden mündet die Landesstraße in die Bundesstraße 400 mit Anbindung an die nahe Bundesautobahn 4 (Anschlussstelle Wommen).

## Geschichte

### Ortsgeschichte
Die älteste bekannte schriftliche Erwähnung von Nesselröden erfolgte unter dem Namen Noscilrit im Jahr 1183.
Weitere Erwähnungen erfolgten unter den Ortsnamen (in Klammern das Jahr der Erwähnung): Nitilrethe (1236), Nezelride (1288) und Nesselriedt (1585).
Vermutlich von hier stammt die im 18. Jahrhundert im Mannesstamm erloschene hessisch-thüringische Adelsfamilie von Nesselröden (später: von Nesselrodt), die sich im 14. Jahrhundert im nahen Krauthausen (Thüringen) niederließ und deren Wappen eine fünfblättrige Brennnessel mit Wurzel war.
Das Dorf Nesselröden war bis 1539 fuldisches, dann hessisches Lehen der Familie Treusch von Buttlar.
Hessische Gebietsreform (1970–1977)
Zum 1. Dezember 1970 erfolgte im Zuge der Gebietsreform in Hessen der freiwillige Zusammenschluss der bis dahin selbständigen Gemeinden Altefeld, Archfeld, Breitzbach, Herleshausen (mit Frauenborn), Holzhausen, Markershausen, Nesselröden, Unhausen, Willershausen und Wommen zur Großgemeinde Herleshausen Für die eingliederten Gemeinden und Herleshausen mit Frauenborn wurde je ein Ortsbezirk mit Ortsbeirat und Ortsvorsteher nach der Hessischen Gemeindeordnung gebildet.

### Verwaltungsgeschichte im Überblick
Die folgende Liste zeigt die Staaten und Verwaltungseinheiten, denen Nesselröden angehört(e):
- vor 1567: Heiliges Römisches Reich, Landgrafschaft Hessen, Amt Sontra
- ab 1654: Heiliges Römisches Reich, Landgrafschaft Hessen-Kassel, Amt Sontra
- ab 1806: Landgrafschaft Hessen-Kassel, Amt Sontra
- 1807–1813: Königreich Westphalen, Departement der Werra, Distrikt Eschwege, Kanton Netra
- ab 1815: Kurfürstentum Hessen, Amt Sontra[8]
- ab 1818: Kurfürstentum Hessen, Amt Netra[9]
- ab 1821/22: Kurfürstentum Hessen, Provinz Niederhessen, Kreis Eschwege[10][Anm. 2]
- ab 1848: Kurfürstentum Hessen, Bezirk Eschwege
- ab 1851: Kurfürstentum Hessen, Provinz Niederhessen, Kreis Eschwege
- ab 1867: Königreich Preußen, Provinz Hessen-Nassau, Regierungsbezirk Kassel, Kreis Eschwege
- ab 1871: Deutsches Reich, Königreich Preußen, Provinz Hessen-Nassau, Regierungsbezirk Kassel, Kreis Eschwege
- ab 1918: Deutsches Reich, Freistaat Preußen, Provinz Hessen-Nassau, Regierungsbezirk Kassel, Kreis Eschwege
- ab 1944: Deutsches Reich, Freistaat Preußen, Provinz Kurhessen, Landkreis Eschwege
- ab 1945: Deutsches Reich, Amerikanische Besatzungszone, Groß-Hessen, Regierungsbezirk Kassel, Landkreis Eschwege
- ab 1946: Deutsches Reich, Amerikanische Besatzungszone, Hessen, Regierungsbezirk Kassel, Landkreis Eschwege
- ab 1949: Bundesrepublik Deutschland, Hessen, Regierungsbezirk Kassel, Landkreis Eschwege
- ab 1970: Bundesrepublik Deutschland, Hessen, Regierungsbezirk Kassel, Landkreis Eschwege, Gemeinde Herleshausen
- ab 1974: Bundesrepublik Deutschland, Hessen, Regierungsbezirk Kassel, Werra-Meißner-Kreis, Gemeinde Herleshausen

## Bevölkerung

### Einwohnerstruktur 2011
Nach den Erhebungen des Zensus 2011 lebten am Stichtag, dem 9. Mai 2011, in Nesselröden 339 Einwohner. Darunter waren 3 (0,9 %) Ausländer.
Nach dem Lebensalter waren 48 Einwohner unter 18 Jahren, 129 zwischen 18 und 49, 87 zwischen 50 und 64 und 75 Einwohner waren älter. Die Einwohner lebten in 156 Haushalten. Davon waren 45 Singlehaushalte, 33 Paare ohne Kinder und 63 Paare mit Kindern, sowie 15 Alleinerziehende und keine Wohngemeinschaften. In 36 Haushalten lebten ausschließlich Senioren und in 96 Haushaltungen lebten keine Senioren.

### Einwohnerentwicklung
| • 1585: | 18 Haushaltungen |
| • 1747: | 23 Haushaltungen |

| Nesselröden: Einwohnerzahlen von 1834 bis 2011 | Nesselröden: Einwohnerzahlen von 1834 bis 2011 | Nesselröden: Einwohnerzahlen von 1834 bis 2011 | Nesselröden: Einwohnerzahlen von 1834 bis 2011 | Nesselröden: Einwohnerzahlen von 1834 bis 2011 |
| --- | ---------------------------------------------- | ---------------------------------------------- | ---------------------------------------------- | ---------------------------------------------- |
| Jahr |                                                |                                                |                                                | Einwohner                                      |
| 1834 | 1834                                           |                                                | 452                                            | 452                                            |
| 1840 | 1840                                           |                                                | 429                                            | 429                                            |
| 1846 | 1846                                           |                                                | 483                                            | 483                                            |
| 1852 | 1852                                           |                                                | 471                                            | 471                                            |
| 1858 | 1858                                           |                                                | 480                                            | 480                                            |
| 1864 | 1864                                           |                                                | 488                                            | 488                                            |
| 1871 | 1871                                           |                                                | 454                                            | 454                                            |
| 1875 | 1875                                           |                                                | 421                                            | 421                                            |
| 1885 | 1885                                           |                                                | 463                                            | 463                                            |
| 1895 | 1895                                           |                                                | 447                                            | 447                                            |
| 1905 | 1905                                           |                                                | 384                                            | 384                                            |
| 1910 | 1910                                           |                                                | 409                                            | 409                                            |
| 1925 | 1925                                           |                                                | 418                                            | 418                                            |
| 1939 | 1939                                           |                                                | 607                                            | 607                                            |
| 1946 | 1946                                           |                                                | 545                                            | 545                                            |
| 1950 | 1950                                           |                                                | 556                                            | 556                                            |
| 1956 | 1956                                           |                                                | 521                                            | 521                                            |
| 1961 | 1961                                           |                                                | 515                                            | 515                                            |
| 1967 | 1967                                           |                                                | 460                                            | 460                                            |
| 1970 | 1970                                           |                                                | 450                                            | 450                                            |
| 1980 | 1980                                           |                                                | ?                                              | ?                                              |
| 1987 | 1987                                           |                                                | 304                                            | 304                                            |
| 2000 | 2000                                           |                                                | ?                                              | ?                                              |
| 2011 | 2011                                           |                                                | 339                                            | 339                                            |
| Datenquelle: Historisches Gemeindeverzeichnis für Hessen: Die Bevölkerung der Gemeinden 1834 bis 1967. Wiesbaden: Hessisches Statistisches Landesamt, 1968. Weitere Quellen: LAGIS; Zensus 2011 |                                                |                                                |                                                |                                                |

### Historische Religionszugehörigkeit
| • 1885: | 351 evangelische (= 52,39 %), keine katholischen, 29 anderes christliche-konfessionelle (= 6,81 %), 56 jüdische (= 13,15 %) Einwohner |
| • 1961: | 452 evangelische (= 78,77 %), 60 katholische (= 11,35 %) Einwohner                                                                    |

### Jüdische Gemeinde
Im Ort bestand ab dem 18. Jahrhundert eine jüdische Gemeinde, die Mitte des 19. Jahrhunderts bis zu 100 Mitglieder hatte. Um 1900 existierte eine Synagoge, eine jüdische Schule (im Gebäude der Synagoge), ein rituelles Bad und ein Friedhof. Um 1924 zählte die jüdische Gemeinde noch zwölf Personen, was 2,9 % der Einwohner des Ortes entsprach. 1937 lebten noch zehn Juden im Ort, 1938 noch fünf. Im Zuge der Novemberpogrome 1938 wurden deren Wohnhäuser demoliert. Die 1940 noch registrierten zwei letzten jüdischen Bewohner wurden vermutlich deportiert. Die ehemalige Synagoge wird heute als Wohnhaus genutzt.

## Politik
Ortsvorsteher ist Lothar Bierschenk.

## Sehenswürdigkeiten
Die evangelische Pfarrkirche wurde 1852 nach einem Entwurf von Anton Jakob Spangenberg errichtet. Es handelt sich um einen schlichten, klassizistischen Saalbau.
Eine weitere Sehenswürdigkeit ist das 1592 bis 1594 durch die Familie Treusch von Buttlar erbaute Renaissance-Schloss mit umgebendem Park und Gutsgebäuden. Flankiert von hohen Renaissancegiebeln prägt ein steinerner Treppenturm mit eindrucksvoller Ziegelhaube den Bau. Es gilt als bedeutendste Renaissance-Anlage der unteren Werra. Im 19. Jahrhundert ging das Schloss Nesselröden an die Titular-Landgrafen von Hessen-Philippsthal-Barchfeld über. 1930 wurde es unter Landgraf Chlodwig von Hessen-Philippsthal-Barchfeld restauriert und dabei wurde der Treppenturm mit einem Fachwerkobergeschoss versehen. Gleichzeitig entfernte man den bauzeitlichen Kalkputz, mit langfristig negativen Folgen für die Bausubstanz. Nach dem Zweiten Weltkrieg wurden im Schloss für einige Jahre Wohnungen eingerichtet. Seit 1980 ist es im Besitz der Familie Kruse, die sich der Sanierung dieses Bauwerks verpflichtet fühlten. Da die bauzeitlichen Drainagen im Laufe der Zeit geschlossen wurden, strömte Grundwasser in den Keller, was die Sicherung der Anlage dringlich machte. Im Zuge umfangreicher Sanierungsmaßnahmen vor 2020 wurden die Fassaden gesichert, Steinmetzarbeiten durchgeführt und Reparaturen der Giebel- und Zierelemente sowie am Fachwerk vorgenommen, um dem Schloss sein ortsprägendes Äußeres zurückzugeben. Ein neuer Drainagegraben wurde ebenfalls angelegt. Saniert wurde auch die charakteristische Ziegelhaube, wofür neue Ziegel produziert werden mussten, da nicht alle vorhandenen Ziegel wiederverwendet werden konnten. Die gelungene Sanierung des Herrenhauses wurde 2021 durch den Hessischen Denkmalschutzpreis dokumentiert.

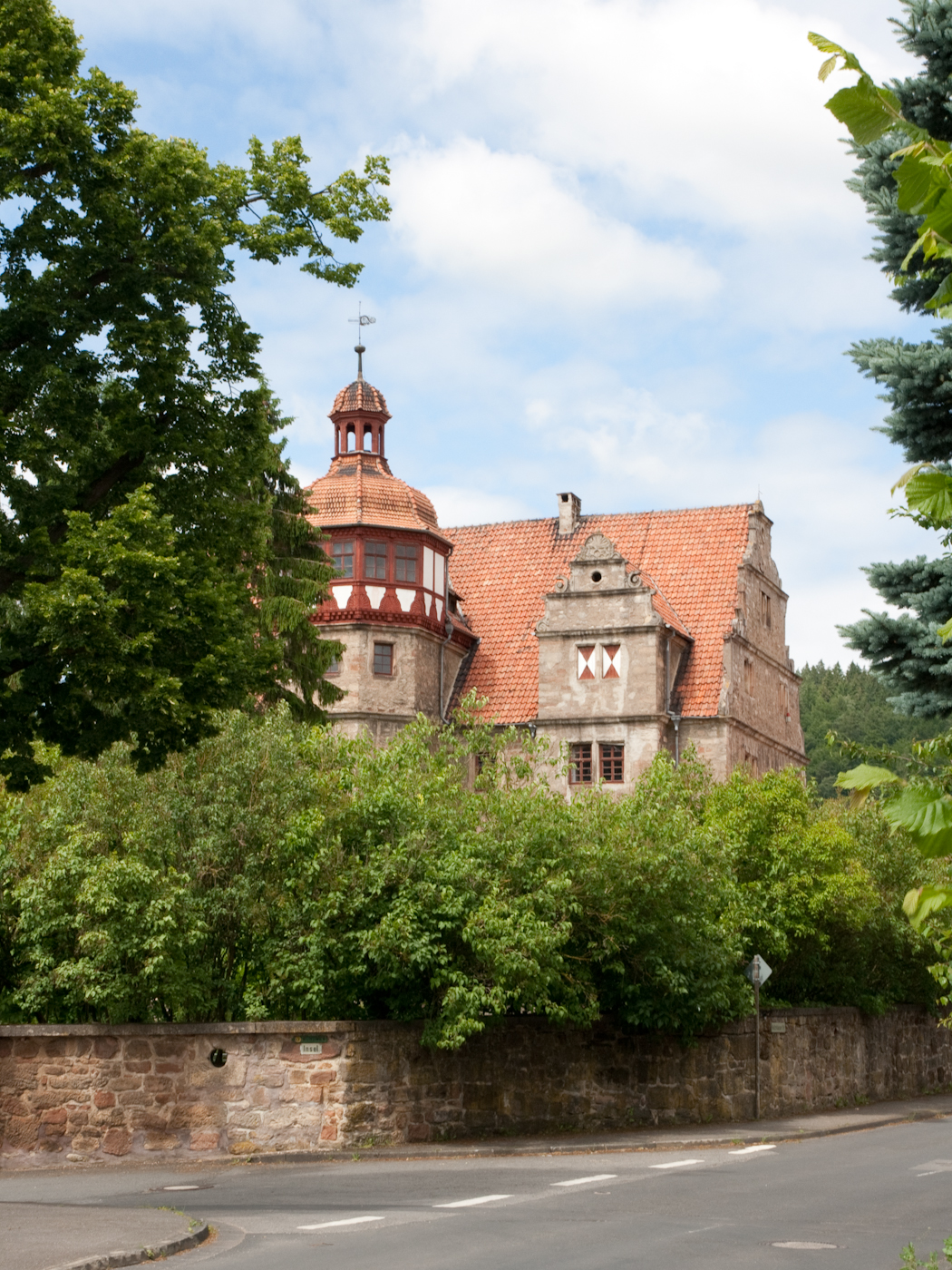
Schloss Nesselröden (2010)
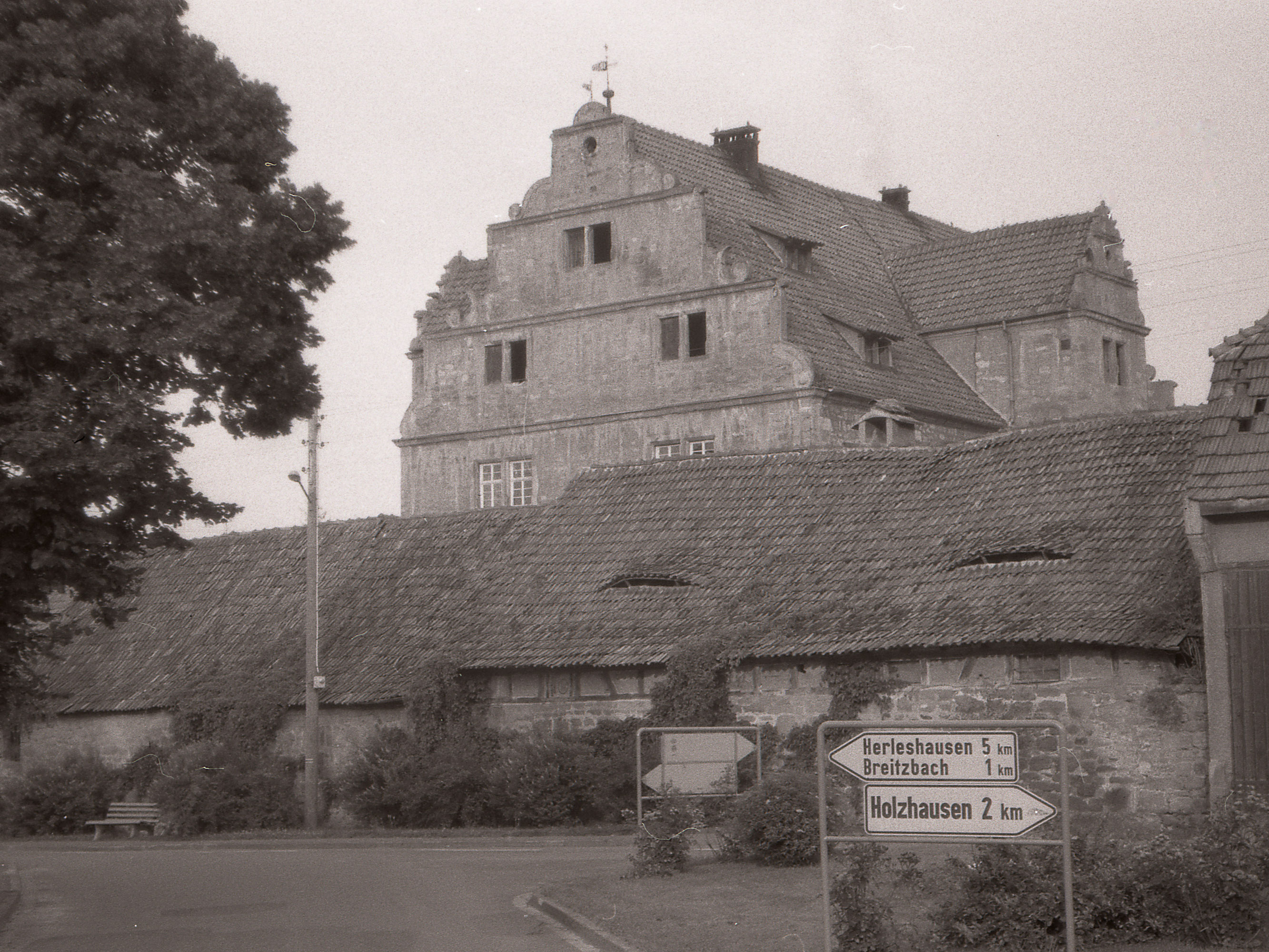
Schloss Nesselröden (1969)
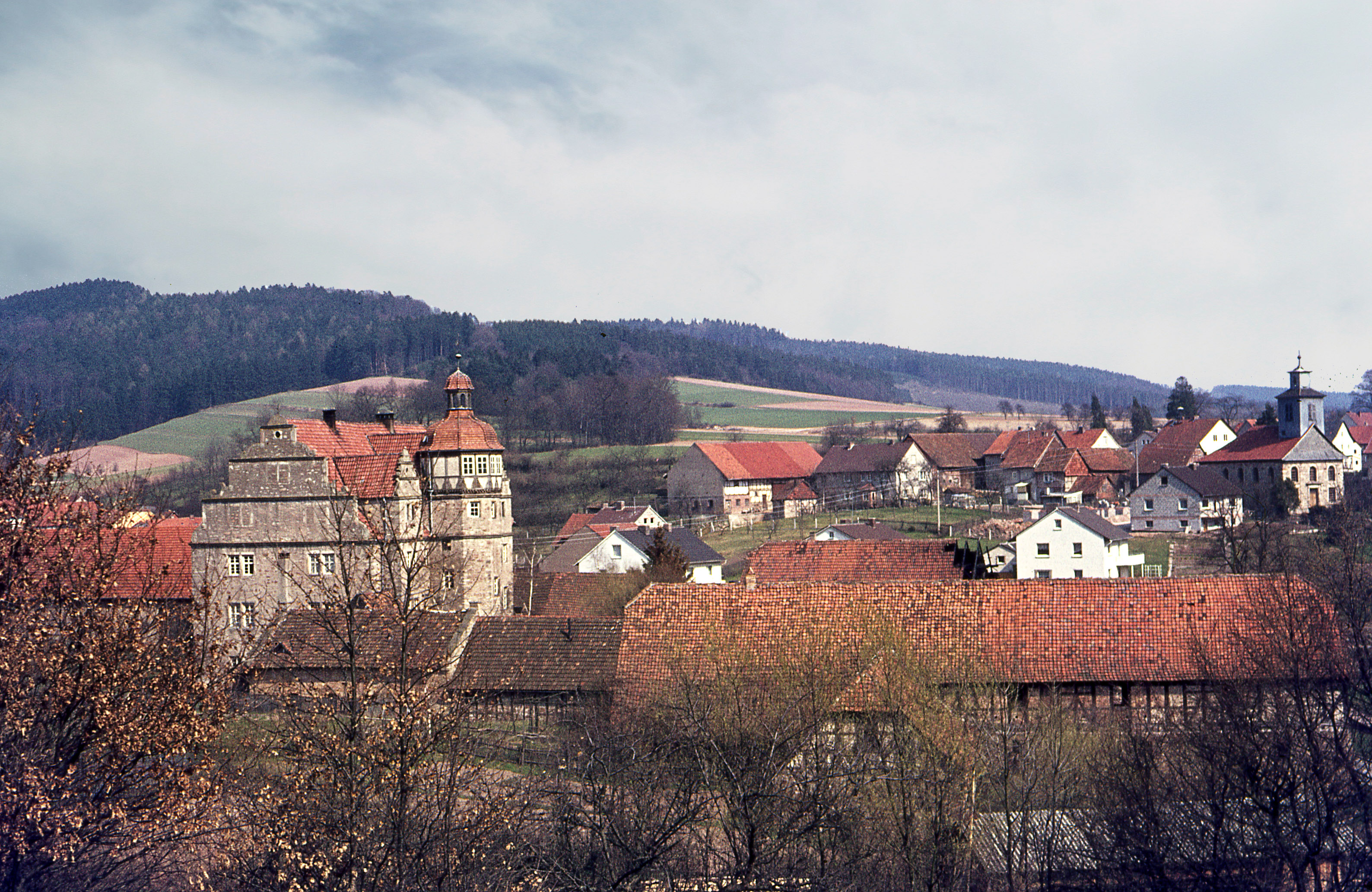
Blick auf Schloss und Kirche (1985)
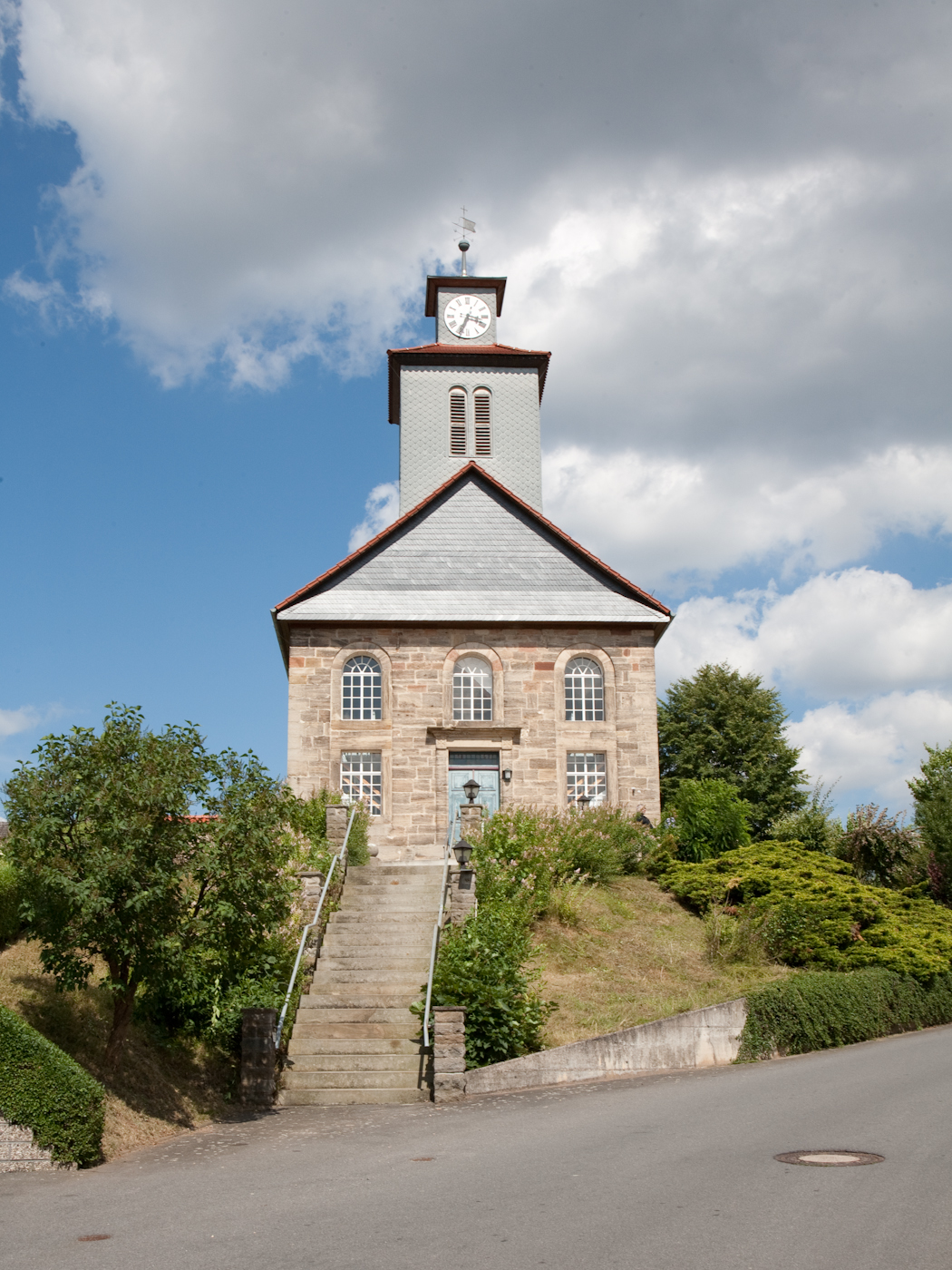
Kirche
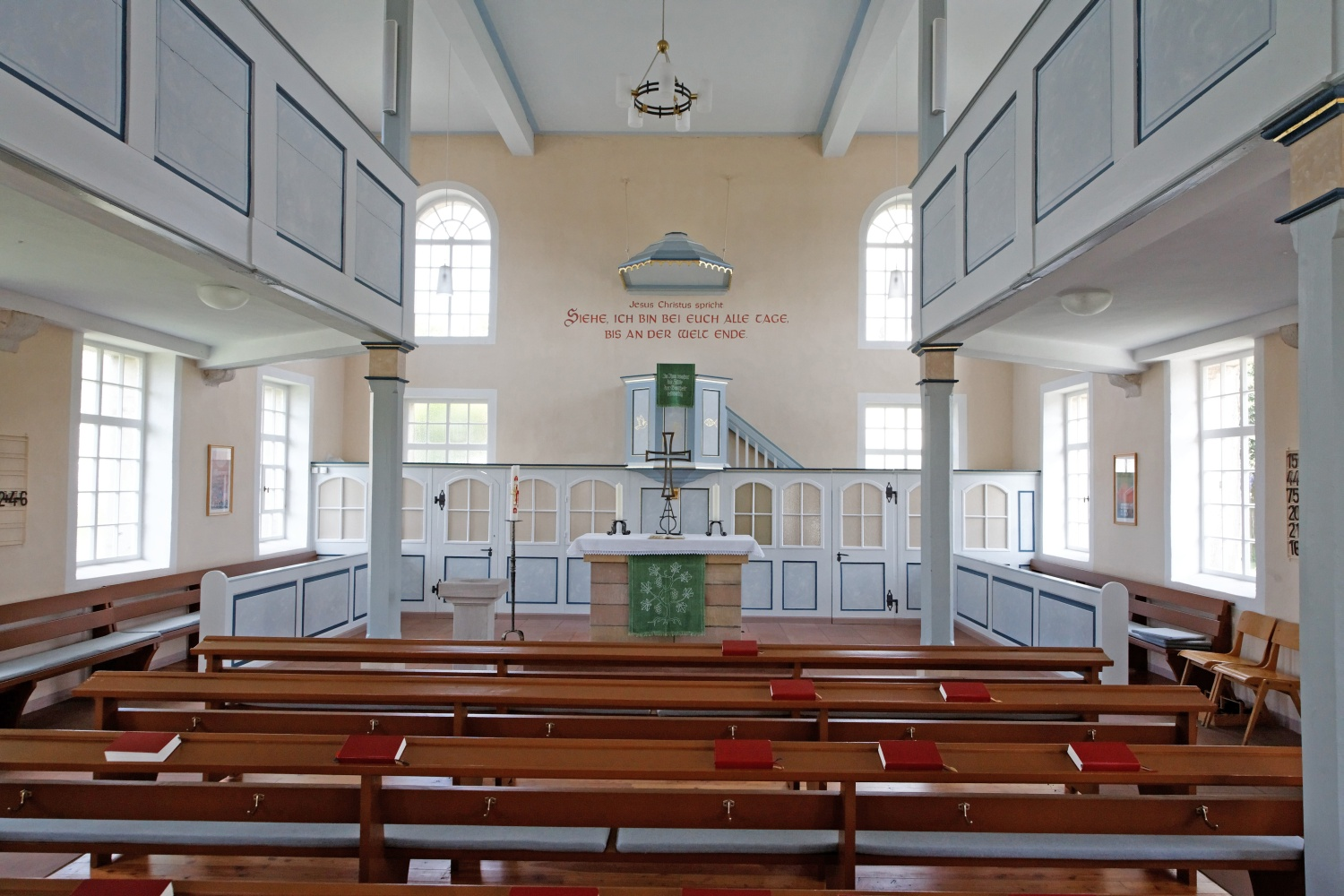
Kirche von Innen